# تايلر كاري
تايلر كاري (بالإنجليزية: Tyler Curry)‏ هو كاتب أمريكي، ولد في 23 سبتمبر 1983 في كونروي في الولايات المتحدة.